# Thomas Davatz
Thomas Davatz, né le 23 avril 1815 à Fanas et mort le 6 février 1888 à Landquart est un Suisse émigré au Brésil et ayant dénoncé l'exploitation de ses pairs par les propriétaires brésiliens et la tromperie des agences d'émigration de l'époque.

## Biographie
En 1855, un groupe d'émigrés grisonnais et des autres cantons suisses part pour le Brésil après avoir signé un contrat avec un producteur de café local via une agence d'émigration. Thomas Davatz était considéré comme le chef du groupe notamment par son statut de membre de la commission des pauvres dans sa commune d'origine.
Les conditions de travail ne correspondant pas aux conditions du contrat, il réunit les émigrés et rédige une déclaration qu'il fait parvenir aux autorités suisses et au propriétaire terrien pour lequel les émigrés travaillent. Convoqué par ce propriétaire qui le menace, entraînant le soulèvement des émigrés suisses. Thomas Davatz sera finalement expulsé du Brésil qu'il quittera en rédigeant une brochure intitulée Die Behandlung der Kolonisten in der Provinz St. Paulo in Brasilien und deren Erhebung gegen ihre Bedrücker (Le traitement des colons dans la province de Saint-Paul au Brésil et leur soulèvement contre leurs oppresseurs), qui aura une influence dans plusieurs pays germanophones, notamment la Prusse, entraînant un contrôle des conditions de travail des migrants dans leur nouvelle patrie et une surveillance de la propagande des agences d'émigration.

## Reception artistique
Les femmes n'étant mentionnées que de manière marginale dans les sources relatives à l'émigration de Thomas Davatz, Eveline Hasler a opposé au héros masculin, dans son roman "Ibicaba, le paradis dans la tête", un personnage féminin principal (Barbara) qui aborde la perspective tout aussi importante, mais souvent non documentée, des femmes de l'époque.

## Généalogie
|           |           |           |           |           |           |  |  |            |            |            |            |            |            |  |  |       |       |       |       | Christian Davatz          | Christian Davatz          | Christian Davatz          | Christian Davatz          | Christian Davatz          | Christian Davatz          |                |                |                |                |  |  | Margareta Davatz-Janett | Margareta Davatz-Janett | Margareta Davatz-Janett | Margareta Davatz-Janett | Margareta Davatz-Janett | Margareta Davatz-Janett |  |  |                       |                       |                       |                       |                       |                       |  |  |                     |                     |                     |                     |                     |                     |  |  |                     |                     |                     |                     |                     |                     |  |  |
|           |           |           |           |           |           |  |  |            |            |            |            |            |            |  |  |       |       |       |       | Christian Davatz          | Christian Davatz          | Christian Davatz          | Christian Davatz          | Christian Davatz          | Christian Davatz          |                |                |                |                |  |  | Margareta Davatz-Janett | Margareta Davatz-Janett | Margareta Davatz-Janett | Margareta Davatz-Janett | Margareta Davatz-Janett | Margareta Davatz-Janett |  |  |                       |                       |                       |                       |                       |                       |  |  |                     |                     |                     |                     |                     |                     |  |  |                     |                     |                     |                     |                     |                     |  |  |
|           |           |           |           |           |           |  |  |            |            |            |            |            |            |  |  |       |       |       |       |                           |                           |                           |                           |                           |                           |                |                |                |                |  |  |                         |                         |                         |                         |                         |                         |  |  |                       |                       |                       |                       |                       |                       |  |  |                     |                     |                     |                     |                     |                     |  |  |                     |                     |                     |                     |                     |                     |  |  |
|           |           |           |           |           |           |  |  |            |            |            |            |            |            |  |  |       |       |       |       |                           |                           |                           |                           |                           |                           |                |                |                |                |  |  |                         |                         |                         |                         |                         |                         |  |  |                       |                       |                       |                       |                       |                       |  |  |                     |                     |                     |                     |                     |                     |  |  |                     |                     |                     |                     |                     |                     |  |  |
|           |           |           |           |           |           |  |  |            |            |            |            |            |            |  |  |       |       |       |       | Thomas Davatz (1815–1888) | Thomas Davatz (1815–1888) | Thomas Davatz (1815–1888) | Thomas Davatz (1815–1888) | Thomas Davatz (1815–1888) | Thomas Davatz (1815–1888) |                |                |                |                |  |  | Katharina Davatz-Auer   | Katharina Davatz-Auer   | Katharina Davatz-Auer   | Katharina Davatz-Auer   | Katharina Davatz-Auer   | Katharina Davatz-Auer   |  |  |                       |                       |                       |                       |                       |                       |  |  |                     |                     |                     |                     |                     |                     |  |  |                     |                     |                     |                     |                     |                     |  |  |
|           |           |           |           |           |           |  |  |            |            |            |            |            |            |  |  |       |       |       |       | Thomas Davatz (1815–1888) | Thomas Davatz (1815–1888) | Thomas Davatz (1815–1888) | Thomas Davatz (1815–1888) | Thomas Davatz (1815–1888) | Thomas Davatz (1815–1888) |                |                |                |                |  |  | Katharina Davatz-Auer   | Katharina Davatz-Auer   | Katharina Davatz-Auer   | Katharina Davatz-Auer   | Katharina Davatz-Auer   | Katharina Davatz-Auer   |  |  |                       |                       |                       |                       |                       |                       |  |  |                     |                     |                     |                     |                     |                     |  |  |                     |                     |                     |                     |                     |                     |  |  |
|           |           |           |           |           |           |  |  |            |            |            |            |            |            |  |  |       |       |       |       |                           |                           |                           |                           |                           |                           |                |                |                |                |  |  |                         |                         |                         |                         |                         |                         |  |  |                       |                       |                       |                       |                       |                       |  |  |                     |                     |                     |                     |                     |                     |  |  |                     |                     |                     |                     |                     |                     |  |  |
|           |           |           |           |           |           |  |  |            |            |            |            |            |            |  |  |       |       |       |       |                           |                           |                           |                           |                           |                           |                |                |                |                |  |  |                         |                         |                         |                         |                         |                         |  |  |                       |                       |                       |                       |                       |                       |  |  |                     |                     |                     |                     |                     |                     |  |  |                     |                     |                     |                     |                     |                     |  |  |
| Christian | Christian | Christian | Christian | Christian | Christian |  |  | Margarethe | Margarethe | Margarethe | Margarethe | Margarethe | Margarethe |  |  | Luisa | Luisa | Luisa | Luisa | Luisa                     | Luisa                     |                           |                           | Barbara Tabita            | Barbara Tabita            | Barbara Tabita | Barbara Tabita | Barbara Tabita | Barbara Tabita |  |  | Elsbeth                 | Elsbeth                 | Elsbeth                 | Elsbeth                 | Elsbeth                 | Elsbeth                 |  |  | Jakob Heinrich * 1852 | Jakob Heinrich * 1852 | Jakob Heinrich * 1852 | Jakob Heinrich * 1852 | Jakob Heinrich * 1852 | Jakob Heinrich * 1852 |  |  | Johann Peter * 1857 | Johann Peter * 1857 | Johann Peter * 1857 | Johann Peter * 1857 | Johann Peter * 1857 | Johann Peter * 1857 |  |  | Thomas, jun. * 1863 | Thomas, jun. * 1863 | Thomas, jun. * 1863 | Thomas, jun. * 1863 | Thomas, jun. * 1863 | Thomas, jun. * 1863 |  |  |